# Runowo (Pomerania Occidental)
Runowo [pronunciación en polaco: /ruˈnɔvɔ/] (en alemán: Ruhnow) es un pueblo ubicado en el distrito administrativo de Gmina Węgorzyno, dentro del Distrito de Łobez, Voivodato de Pomerania Occidental, en el norte de Polonia occidental. Se encuentra aproximadamente a 4 kilómetros al oeste de Węgorzyno, a 12 kilómetros al suroeste de Łobez, y a 64 kilómetros al este de la capital regional Szczecin.
Antes de 1945, el área fue parte de Alemania. Luego de la Segunda Guerra Mundial, la población alemana fue expulsada y reemplazada por polacos. Para la historia de la región, véase Historia de Pomerania.